# Onthophagus annoyeri
Onthophagus annoyeri är en skalbaggsart som beskrevs av Moretto 2010. Onthophagus annoyeri ingår i släktet Onthophagus och familjen bladhorningar. Inga underarter finns listade i Catalogue of Life.